# Referendum consultivo in Sardegna del 2011
Il referendum consultivo sardo del 2011 è stato un referendum regionale di tipo consultivo svoltosi in Sardegna il 15 e il 16 maggio 2011.
Il referendum è stato proposto da Sardigna Natzione Indipendentzia, sull'eventuale costruzione di centrali nucleari o deposito di scorie nell'isola, con il Decreto n.1 del 30 gennaio 2011. Il quorum veniva raggiunto con il 33% degli aventi diritto richiesto dalla L.R. n.20 del 1957 di un terzo degli elettori.
Il quesito era:
Quindi il quesito coinvolgeva anche i depositi di scorie, a differenza del referendum abrogativo nazionale tenutosi nel mese successivo, che si limitava alle centrali per la produzione di elettricità a scopo commerciale.
Il referendum regionale è stato sostenuto con l'accorpamento alle elezioni amministrative per volontà dalla Giunta Regionale guidata da Ugo Cappellacci. Tale referendum ha solo valore consultivo, non impegnando né il governo regionale né quello statale, servendo comunque come messaggio politico, date le dimensioni della partecipazione popolare e l'esito della consultazione.

## Affluenza alle urne
|                     | TOTALE    | PERCENTUALE % | PERCENTUALE %         |
| ------------------- | --------- | ------------- | --------------------- |
| Iscritti alle liste | 1.479.485 | 100,00%       | SUL TOTALE ELETTORI   |
| Votanti             | 887.347   | 59,98%        | SUL TOTALE ELETTORI   |
| Voti validi         | 880.593   | 99,24%        | SUL NUMERO DI VOTANTI |
| Schede bianche      | 4.510     | 0,005%        | SUL NUMERO DI VOTANTI |
| Voti nulli          | 2.244     | 0,003%        | SUL NUMERO DI VOTANTI |
| Astenuti            | 592.138   | 40,02%        | SUL TOTALE ELETTORI   |

## Risultati
| RISPOSTA           |    | Voti    | %      |
| ------------------ | -- | ------- | ------ |
| SÌ                 | Si | 848.691 | 97,13% |
| NO                 | No | 25.026  | 2,86%  |
| BIANCHE E NULLE    |    | 6.754   | 0,01%  |
| TOTALE VOTI VALIDI |    | 880.593 | 100%   |

| Sì 848691 (97,13%) |  |  | No 25026 (2,86%) |
| ▲                  |  |  |                  |

### Risultati per provincia
| RISULTATI PER PROVINCIA | SÌ     | NO    | AFFLUENZA |
| Cagliari                | 96,66% | 3,33% | 61,41%    |
| Carbonia-Iglesias       | 95,89% | 4,10% | 65,91%    |
| Medio Campidano         | 97,77% | 2,22% | 61,59%    |
| Nuoro                   | 97,70% | 2,29% | 59,12%    |
| Ogliastra               | 97,53% | 2,46% | 58,66%    |
| Olbia-Tempio            | 96,39% | 3,60% | 59,11%    |
| Oristano                | 98,17% | 1,82% | 57,85%    |
| Sassari                 | 97,78% | 2,21% | 54,52%    |
| Sardegna                | 97,13% | 2,86% | 59,98%    |